# Видимское муниципальное образование
Видимское муниципальное образование — муниципальное образование со статусом городского поселения в 
Нижеилимском районе Иркутской области России. Административный центр — посёлок Видим.

## Демография
По результатам Всероссийской переписи населения 2010 года 
численность населения муниципального образования составила 2213 человек, в том числе 1073 мужчины и 1140 женщин.

## Населённые пункты
В состав муниципального образования входят населённые пункты
- Видим
- Каймоновский
- Чистополянский